# Планетарна маглина
Планетарна маглина је емисиона маглина која се састоји од светлећег јонизованог гаса који се шири. Име је добила због сличности са изгледом планета када се посматра кроз мањи телескоп, али нема никакве везе са планетама Сунчевог система. Оне су релативно краткотрајан феномен, само неколико десетина хиљада година, у односу на типични стеларни животни век од неколико милијарди година.

## Посматрања
Планетарне маглине су релативно тамни објекти и привидно мали објекти. Ни једна није видљива голим оком. Прва откривена планетарна маглина је била Месје 27 коју је открио Шарл Месје 1764. године. Посматране тадашњим слабим и несавршеним телескопима, планетарне маглине донекле су личиле на гасовите планете, посебин Уран и Нептун. Вилхелм Хершел, откривач Урана, увео је назив планетарна маглина у употребу. Назив се задржао до данас упркос томе што се зна да су планетарне маглине веома различите од планета.
Употребом спектроскопских метода у 19. веку почела се откривати нарав планетарних маглина. Пионир спектроскопије Вилијам Хагинс први је почео са систематским посматрањем различитих објеката. Његова проучавања звезда открила су да оне имају континуирани спектар испресецан многим тамним линијама. Касније је открио да многе маглине попут галаксије Андромеде имају спектар сличан звездама.
Када је Хагинс усмерио телескоп према НГЦ 6543 (познатој и под именом маглина Мачје око), уочио је знатно другачији спектар. Уместо континуираног спектра открио је спектар са малим бројем емисионих линија. Најсјајнија од тих линија била је она с таласном дужином од 500,7 nm која није одговарала нити једном тада познатом елементу. Астрономи су те линије приписали непознатом елементу којег су назвали небулијум. На сличан је начин откривен и хелијум приликом спектроскопских посматрања Сунца.
Научници су ускоро успели да изолују хелијум на Земљи али не и небулијум. Ускоро су неки научници на почетку 20. века претпоставили да емисиона линија од 500,7 nm одговара познатом елементу у непознатим условима.
Напредак физике и извршавање одређених експеримената показало је да линија од 500,7 nm одговара двоструко јонизованом кисеонику (О2+ или OIII). Како је таква јонизација могућа само у веома ретком гасу то је био директан доказ да се од таквог гаса састоје планетарне маглине. Спектроскопска посматрања показала су и да се све планетарне маглине полагано шире.
Средиште звезда планетарних маглина су веома вруће али и релативно тамно, што говори да су веома мале. Показало да су те звезде заправо бели патуљци, ужарена језгра некадашњих звезда.

## Галерија
- M57
- NGC 6826
- NGC 7027
- NGC 3132
- IC 418
- NGC 6751
- IC 4406